# Lago di Garda
Lago di Garda (niem. Gardasee) – jezioro w północnych Włoszech o powierzchni 369,98 km², największe jezioro tego kraju, a także największy zbiornik słodkiej wody we Włoszech. Zlokalizowane w połowie drogi między Wenecją a Mediolanem, otoczone szczytami Prealpi Gardesane, w pobliżu grup górskich Alpi dell'Adamello e della Presanella, Dolomiti di Brenta, Dolomiti di Fiemme i Prealpi Vicentine. Jezioro leży w granicach trzech prowincji: Trydent, Werona i Brescia. Do 1918 r. północna część jeziora należała do Austro-Węgier.
Wokół jeziora znajduje się wiele miasteczek turystycznych i kurortów. Panuje tu łagodny klimat z roślinnością śródziemnomorską. Wokół jeziora są miejscowości z zabytkową zabudową (historyczne centra miast, dawne zamki i fortece) oraz dobrze zagospodarowanymi plażami żwirowymi z łagodnym zejściem do jeziora. Północna część jeziora – bardziej górzysta i wietrzna – jest odwiedzana przez windsurferów. W południowej części jeziora woda jest cieplejsza, znajdują się tam liczne kempingi, parki rozrywki oraz źródła termalne.
Jezioro leży na obszarze trzech regionów. Jego północna część znajduje się w autonomicznym regionie Trydent-Górna Adyga, zachodnia część to teren Lombardii, a wschodnia  – Wenecji Euganejskiej.

## Nazwa
Nazwa jeziora pochodzi od miejscowości Garda. Wcześniej – co najmniej do XII w. – nosiło ono nazwę Lago Benàco. Słowo „benaco” miało w językach celtyckich oznaczać „rogaty” i opisywać kształt licznych zatok tego zbiornika wodnego. Nazwa ta pojawiła się m.in. w „Georgikach” Wergiliusza, który pisał: Te, Lari maxime, teque / Fluctibus et fremitu assurgens, Benace, marino. Jeszcze Dante w „Boskiej komedii”, powstałej na początku XIV w., pisał (Piekło, pieśń XX): un laco, a piè de l'Alpe (…) c'ha nome Benaco.

## Topografia

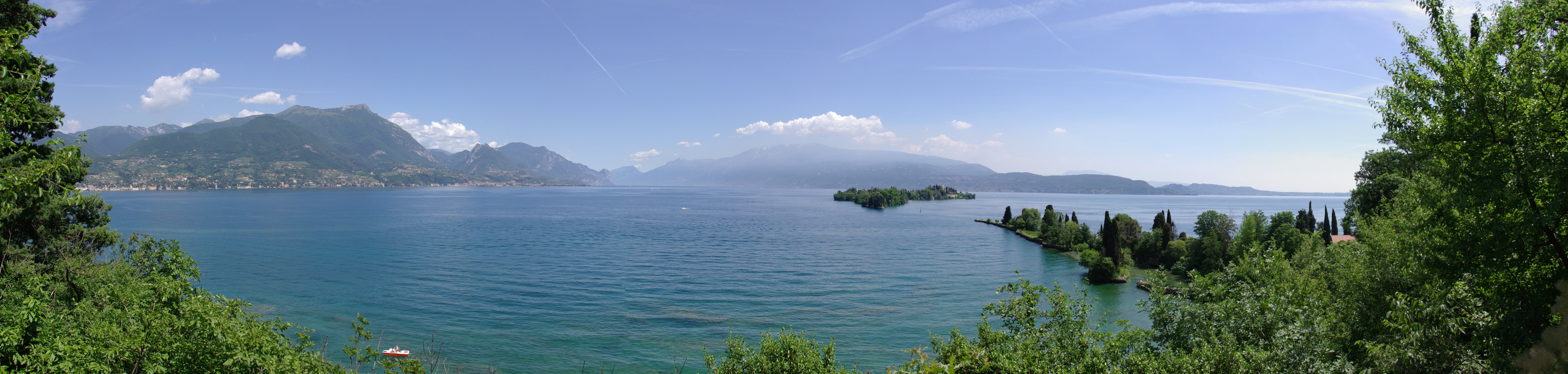
Panorama Jeziora, na pierwszym planie Isola del Garda

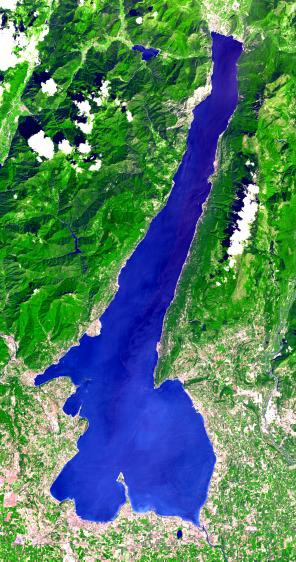
Lago di Garda, zdjęcie satelitarne

Jezioro jest ułożone południkowo, ma długość 51,6 km i szerokość od 4 km w północnej do 17,2 km w południowej części. Ma kształt maczugi, której wąska rękojeść wciśnięta jest na północy głęboko między wapienne grzbiety grupy górskiej zwanej Prealpi Gardesane, zaś niekształtna głowica na południu leży już na przedpolu gór, na Nizinie Padańskiej. Średnia głębokość jeziora wynosi 133,3 m, a największa głębia 346 m, co przy położeniu lustra wody na wysokości jedynie 65 m n.p.m. powoduje, że dno zbiornika jest kryptodepresją, sięgającą 281 m poniżej poziomu morza.

### Wyspy
Na jeziorze jest wiele małych wysepek oraz 5 dużych. Największa z nich to Isola del Garda usytuowana około 200 metrów od przylądka Capo San Fermo znajdującego się po zachodniej stronie jeziora w południowej jego części. Wyspa jest wydłużona równoleżnikowo i ma wymiary 1000 m na 60 m. Na południe od Isoli del Gardy znajduje się Isola San Biagio nazywana „wyspą królików”. Pozostałe trzy znaczące wyspy: Isola dell'Olivo, Isola di Sogno i Isola di Trimelone, leżą w północnej części jeziora, w pobliżu wschodniego brzegu.

### Rzeki
Jezioro jest zasilane przez szereg rzek (Aril, Barbarano, Bornìco, Dugale dei Ronchi, Gusa, Maguzzano, Marra, Ponale, San Michele, San Severo, Sarca, Sermana, Toscolano, Varone), z których największą jest Sarca mająca początek w Val Rendena, a wypływ wód ma miejsce na południu rzeką Mincio, będącą dopływem Padu.

## Powstanie jeziora
Wydłużony kształt jeziora oraz jego znaczna długość i głębokość jest typowa dla jeziora polodowcowego, a dokładniej powstałego w wyniku działalności lodowca piedmontowego. Lodowiec ten wypełnił i pogłębił istniejącą dolinę górską (lodowiec dolinny lub alpejski), a następnie wypłynął na przedpole (lodowiec piedmontowy). Ukształtował się on w czasie zlodowacenia w plejstocenie i pogłębił już istniejącą dolinę powstałą na skutek erozji wodnej mającej miejsce przed 5–6 milionami lat.
Widocznym śladem po ustąpieniu lodowca pozostał system jego moren czołowych, obejmujących amfiteatralnie południową część dzisiejszego jeziora. Przedstawiają się nam one jako długie, ciągnące się dziesiątkami kilometrów, równoległe łańcuchy wzgórz, których wysokość sięga od 140 do 340 m n.p.m. Pas ten ma przeszło 15 km szerokości, a cały teren zajęty przez system moren to 763 km².

## Fauna i flora
Jezioro zamieszkuje szereg ryb, z których najbardziej znana jest endemiczna Salmo carpio, występująca tylko w kilku jeziorach alpejskich. Innymi powszechnie występującymi gatunkami są: ukleja biała, Salmo trutta, kleń, karp, sieja pospolita, węgorz europejski, miętus pospolity, szczupak pospolity, okoń europejski i lin.
Wokół jeziora z racji łagodnego i sprzyjającego wegetacji klimatu bujnie rośnie roślinność śródziemnomorska. Często można spotkać okazałe cyprysy, oleandry, cedry, oliwki europejskie czy też palmy. W szeregu miejscowości nad brzegami jeziora (np. w Limone sul Garda) zachowały się pozostałości limonaie – ogrodów, usytuowanych często na niewielkich tarasach podpartych kamiennymi murkami, usytuowanych amfiteatralnie na zboczu, w których pielęgnowano drzewa cytrusowe – cytryny i limonki. W północnej części na zboczach wokół jeziora uprawia się winorośl, a produkcja tworzy lokalną apelację – Denominazione di origine controllata.

## Miejscowości nad jeziorem
Miejscowości nad jeziorem Garda:
- Moniga del Garda
- Manerba del Garda
- Riva del Garda
- Padenghe sul Garda
- Gargnano
- Bogliaco
- Toscolano-Maderno
- Gardone Riviera
- Salò
- Desenzano del Garda

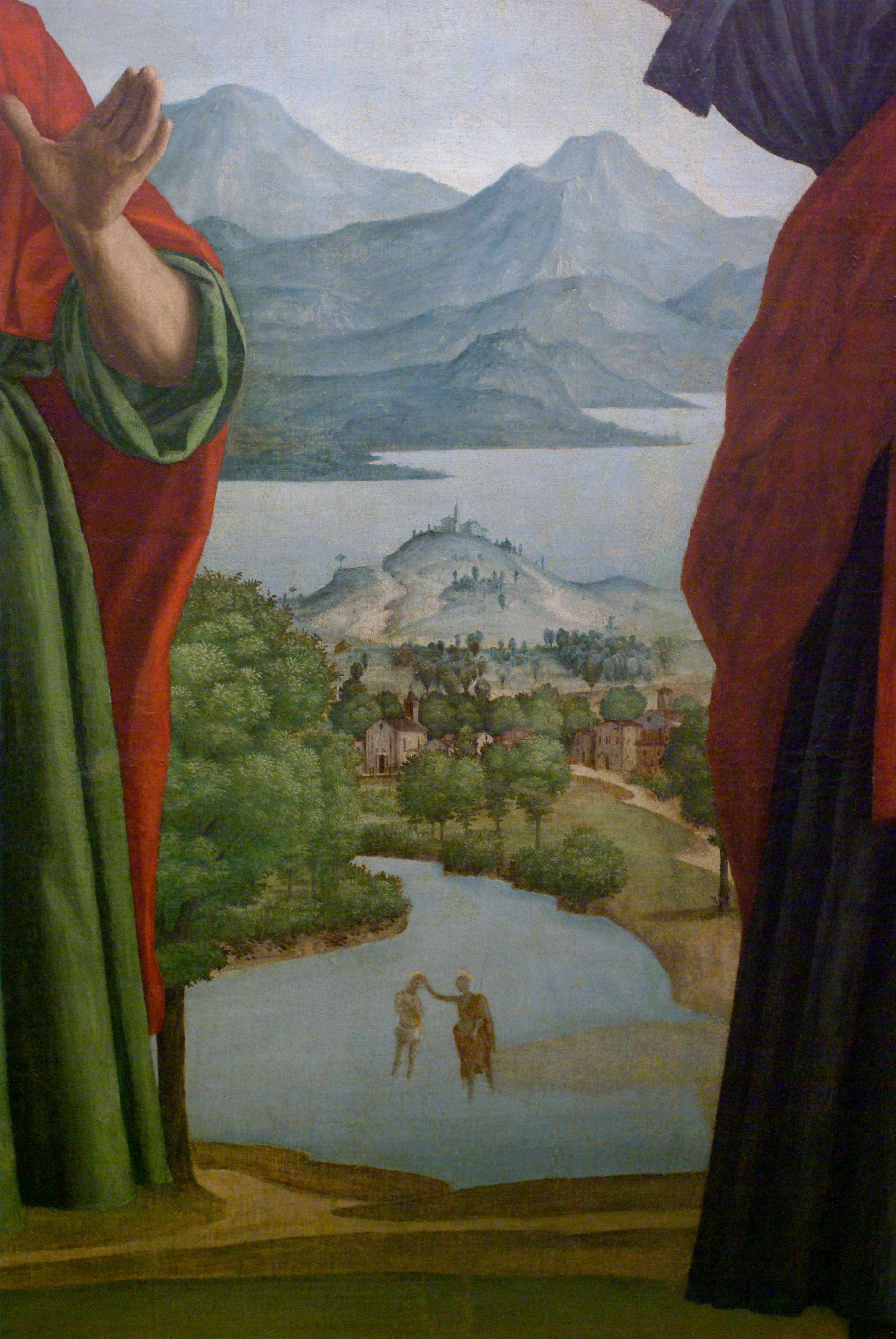
Widok na południową część jeziora w pobliżu Peschiera del Garda (prawdopodobnie wraz z jeziorem Frassino lub rzeką Mincio), w tle góry Brescia. Obraz namalowany w 1533 r. przez Girolamo dai Libri

- Sirmione, miasto na półwyspie na południowym brzegu jeziora
- Peschiera del Garda
- Lazise
- Limone sul Garda
- Bardolino
- Garda
- Punta San Vigilio
- Torri del Benaco
- Malcesine
- Nago-Torbole
- Campione del Garda